# Bonserwier
De Bonserwier is een voormalige stins in Sneek, toentertijd in Bons gelegen.
De stins werd bewoond door het geslacht Bottinga. In de registers van 1511 is sprake van een stinswier, maar er is geen duidelijkheid over het feit of het deze stins daadwerkelijk betreft. In 1990 werd de locatie geslecht voor de aanleg van Industrieterrein De Hemmen, hiervoor is wel archeologisch onderzoek gedaan naar de locatie.